# Teays Valley
Teays Valley est une census-designated place située dans le comté de Putnam, dans l’État de Virginie-Occidentale, aux États-Unis. Lors du recensement de 2020, elle comptait 14 350 habitants.